# Eisenbahnunfall von Hermalle-sous-Huy
Der Eisenbahnunfall von Hermalle-sous-Huy [ɛʁˌmalsuˈwi:] ereignete sich am 5. Juni 2016 auf der Eisenbahnstrecke von Namur nach Lüttich bei Hermalle-sous-Huy (Gemeinde Engis) in Belgien. Ein Personenzug der Nationalen Gesellschaft der Belgischen Eisenbahnen (SNCB/NMBS) fuhr auf einen Güterzug auf, drei Menschen starben.

## Ausgangslage

### Infrastruktur
Auf der Bahnstrecke 125 verkehren Regional- und Intercity-Züge im Mischbetrieb mit Güterzügen. Sie verbindet über 60 Kilometer den Bahnhof Namur mit dem Bahnhof Liège-Guillemins, ist durchgehend zweigleisig, mit 3 kV Gleichspannung elektrifiziert und für eine Höchstgeschwindigkeit von 120 km/h zugelassen. Entgegen entsprechenden Aussagen gegenüber der Öffentlichkeit, dass seit Ende 2015 das belgische Zugbeeinflussungssystem TBL 1+ landesweit installiert sei, ist das wohl nur bei etwa 75 % der Signale geschehen. Das Signal, das der Zug in „Halt“-Stellung überfuhr, war nicht mit einer Balise ausgestattet, die eine Zwangsbremsung des Zuges hätte auslösen können.
Am Unfalltag hatte es starke Gewitter gegeben. An der Strecke verursachte ein Blitzeinschlag Störungen an drei Gleisstromkreisen. Daraufhin wurden Techniker mit der Behebung der Störungen beauftragt. Währenddessen wurden die betrieblichen Richtlinien für den Betrieb bei gestörten Gleisfreimeldeanlagen angewandt. Die erste Störung konnte gegen 20:50 Uhr, die zweite gegen 22:00 Uhr behoben werden. Der dritte Gleisstromkreis war zum Zeitpunkt des Unfalls noch gestört, weshalb der Güterzug anhalten musste.

### Züge
Ein Güterzug, ein Ganzzug aus Schüttgutwagen der Gattung Falns, war auf der Strecke Richtung Aachen West in Deutschland unterwegs. Die Wagen des Güterzugs waren bei Ermewa eingestellt und mit Erzeugnissen aus einem Steinbruch beladen. Der Güterzug bewegte sich mit 12 oder 13 km/h.

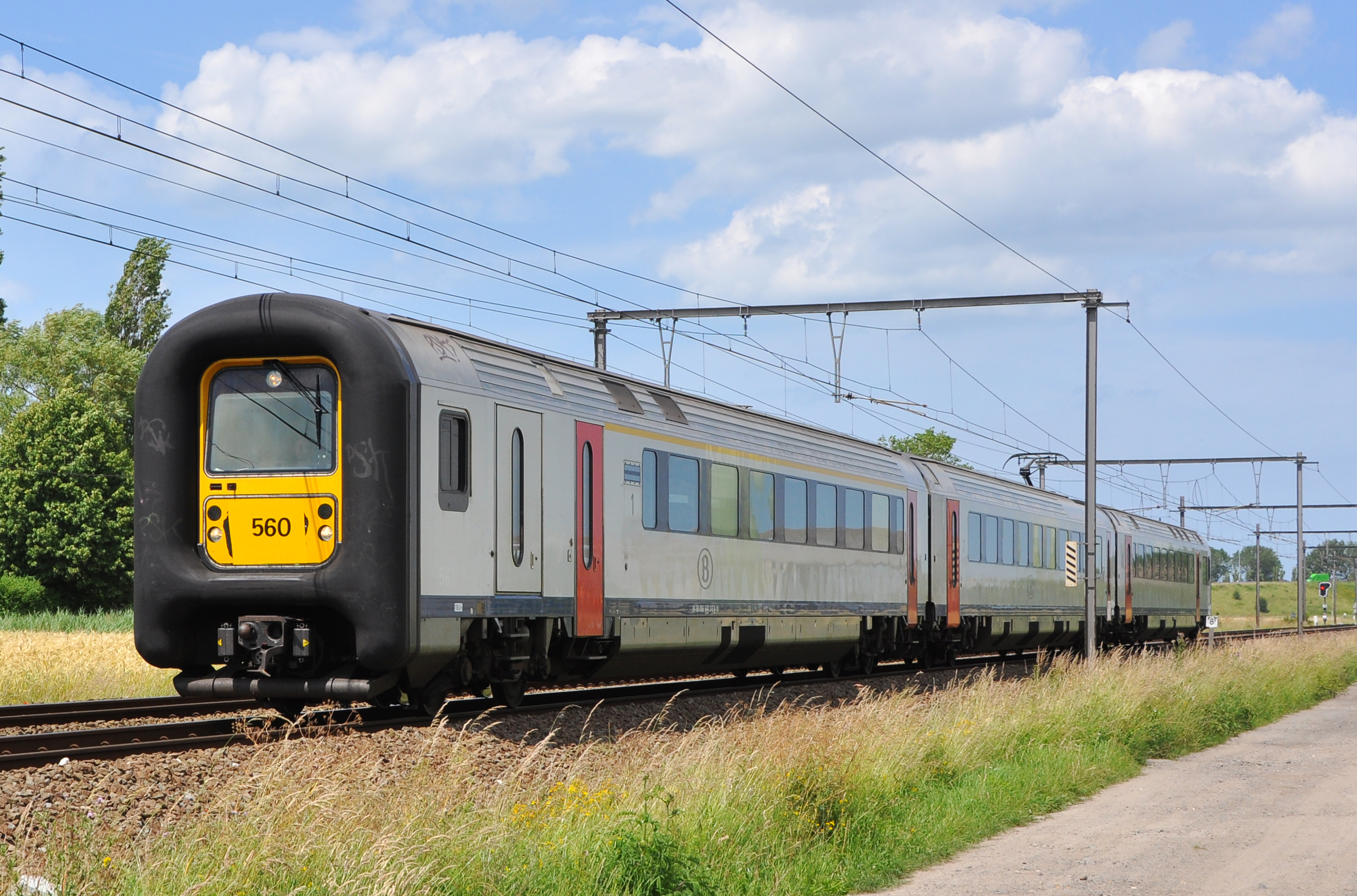
Ein Zug der NMBS/SNCB-Reihe AM 96

Ein Personenzug aus zwei dreiteiligen Triebzügen der NMBS/SNCB-Reihe AM 96 war auf dem Weg nach Liers unterwegs. Etwa 40 Menschen befanden sich im Zug, darunter zahlreiche Studenten auf dem Weg nach Lüttich. Die Geschwindigkeit des Personenzugs lag bei ungefähr 88 km/h.

## Unfallhergang
Der Personenzug fuhr gegen 23:03 Uhr bei Hermalle-sous-Huy zwischen den Bahnhöfen von Engis (Streckenkilometer 15,3) und Haute-Flône (Streckenkilometer 21,2) auf den Güterzug auf. Die Auswertung des Fahrtenschreibers ergab, dass der Lokomotivführer ein „Halt“ zeigendes Signal ohne die Geschwindigkeit zu reduzieren überfuhr und erst zu bremsen begann, als er in Sichtweite des Güterzugs kam.
Durch den Aufprall entgleisten die vorderen beiden Wagen des Personenzugs und kippten auf die Seite.

## Unmittelbare Folgen
Bei dem Unfall wurden drei Menschen getötet, der Triebfahrzeugführer und zwei Fahrgäste. Darüber hinaus wurden neun weitere Menschen verletzt, einige davon schwer. Die Verletzten wurden in Krankenhäuser in Huy und Lüttich gebracht.
Die Bahnstrecke von Namur nach Lüttich wurde im Bereich der Unfallstelle gesperrt. Da auch an angrenzenden Strecken Störungen als Folge des Unwetters auftraten, kam es zu zahlreichen Zugausfällen.

## Reaktionen
Der belgische Premierminister Charles Michel erklärte am Tag nach dem Unfall, er wünsche den Verletzten eine schnelle Genesung, und versprach, die Hintergründe des Unfalls vollständig aufzuklären. Gemeinsam mit dem belgischen König Philippe besuchte er die Unfallstelle. Der Verkehrsminister François Bellot versicherte, keine Geschäfte auf Kosten der Sicherheit gemacht zu haben.

## Wissenswert
In Hermalle-sous-Huy kam es bereits am 3. Juli 2008 zu einer Kollision zwischen einem Personenzug und einem Güterzug. Ein Triebwagen der NMBS/SNCB-Reihe AM 80 kollidierte mit einem Kalkzug, der auf Einfahrt in ein Anschlussgleis wartete. Damals wurden 64 Menschen verletzt, zwei davon schwer. Ursache des Unfalls 2008 waren eine Signalstörung und menschliches Versagen eines Triebfahrzeugführers.